# Markham (fleuve)
Pour les articles homonymes, voir Markham (homonymie).
Le Markham est un fleuve, situé sur l'île de Nouvelle-Guinée en Papouasie-Nouvelle-Guinée.

## Histoire
Le fleuve est découvert par John Moresby en 1874, qui l'a nommé en hommage à l'ancien Secrétaire de la Royal Geographical Society, Clements Markham. Le cours d'eau est exploré pour la première fois par R. Neubaus en 1909 dans sa partie inférieure sur 70 kilomètres.

## Géographie
Le Markham prend sa source dans les monts Finisterre dans l'est de l'île de Nouvelle-Guinée. Le fleuve se jette dans le golfe d'Huon.